# A Chicago Med epizódjainak listája
Ez a lista a Chicago Med című amerikai sorozat epizódjait tartalmazza.

## Évados áttekintés
| Évad | Évad | Epizódok | Eredeti sugárzás     | Eredeti sugárzás  | Eredeti adó         | Magyar sugárzás     | Magyar sugárzás   | Magyar adó |
| Évad | Évad | Epizódok | Évadpremier          | Évadfinálé        | Eredeti adó         | Évadpremier         | Évadfinálé        | Magyar adó |
| ---- | ---- | -------- | -------------------- | ----------------- | ------------------- | ------------------- | ----------------- | ---------- |
|      | 1    | 18       | 2015. november 17.   | 2016. május 17.   |                     | 2023. február 14.   | 2023. február 14. |            |
|      | 2    | 23       | 2016. szeptember 22. | 2017. május 11.   | 2023. február 14.   | 2023. február 14.   |                   |            |
|      | 3    | 20       | 2017. november 21.   | 2018. május 15.   | 2023. február 14.   | 2023. február 14.   |                   |            |
|      | 4    | 22       | 2018. szeptember 26. | 2019. május 22.   | 2023. február 14.   | 2023. február 14.   |                   |            |
|      | 5    | 20       | 2019. szeptember 25. | 2020. április 15. | 2023. február 14.   | 2023. február 14.   |                   |            |
|      | 6    | 16       | 2020. november 11.   | 2021. május 26.   | 2023. szeptember 5. | 2023. szeptember 5. |                   |            |
|      | 7    | 22       | 2021. szeptember 22. | 2022. május 25.   |                     |                     |                   |            |
|      | 8    | 22       | 2022. szeptember 21. | 2023. május 24.   |                     |                     |                   |            |
|      | 9    | 13       | 2024. január 17.     | 2024. május 22.   |                     |                     |                   |            |
|      | 10   | 22       | 2024. szeptember 25. | 2025. május 21.   |                     |                     |                   |            |
|      | 11   | 21       | 2025. október 1.     | 2026.             |                     |                     |                   |            |

## Bevezető rész (2015)
A Bevezető rész a Lángoló Chicago-ban volt.
| #   | Cím                                                                                          | Rendező       | Író                                                                        | Premier                           | Nézettség   | Gyártási szám |
| --- | -------------------------------------------------------------------------------------------- | ------------- | -------------------------------------------------------------------------- | --------------------------------- | ----------- | ------------- |
| 65. | Én vagyok az apokalipszis (Bevezető: Chicago Med) (I Am the Apocalypse (Pilot: Chicago Med)) | Joe Chappelle | Történet: Dick Wolf & Matt Olmstead Tévéjáték: Michael Brandt & Derek Haas | 2015. április 7. 2016. június 30. | 8,43 millió | 319           |

## 1. évad (2015–2016)
| Sor. | Év. | Cím                           | Rendező            | Író | Premier                              | Nézettség   | Gyártási szám |
| ---- | --- | ----------------------------- | ------------------ | --- | ------------------------------------ | ----------- | ------------- |
| 1.   | 1.  | Kisiklottak (Derailed)        | Michael Waxman     | Történet: Andrew Dettmann Tévéjáték: Andrew Dettmann & Diane Frolov & Andrew Schneider                           | 2015. november 17. 2023. február 14. | 8,64 millió | 101           |
| 2.   | 2.  | iNO (iNO)                     | Fred Berner        | Stephen Hootstein                                                                                                | 2015. november 24. 2023. február 14. | 7,61 millió | 102           |
| 3.   | 3.  | Tartalék (Fallback)           | Tara Nicole Weyr   | Simran Baidwan                                                                                                   | 2015. december 1. 2023. február 14.  | 9,87 millió | 103           |
| 4.   | 4.  | Megtévesztve (Mistaken)       | Donald Petrie      | Eli Talbert | 2015. december 8. 2023. február 14.  | 9,60 millió | 104           |
| 5.   | 5.  | Rosszindulatú (Malignant)     | Nick Gomez         | Jeff Drayer | 2016. január 5. 2023. február 14.    | 8,39 millió | 105           |
| 6.   | 6.  | Légből kapva (Bound)          | Michael Waxman     | Will Pascoe | 2016. január 19. 2023. február 14.   | 7,05 millió | 106           |
| 7.   | 7.  | Szentek (Saints)              | Jann Turner        | Mary Leah Sutton                                                                                                 | 2016. január 26. 2023. február 14.   | 7,58 millió | 107           |
| 8.   | 8.  | Viszontlátás (Reunion)        | Donald Petrie      | Történet: David Weinstein Tévéjáték: David Weinstein & Stephen Hootstein                                         | 2016. február 2. 2023. február 14.   | 7,54 millió | 108           |
| 9.   | 9.  | Választások (Choices)         | Jean de Segonzac   | Joshua Hale Fialkov                                                                                              | 2016. február 9. 2023. február 14.   | 7,02 millió | 109           |
| 10.  | 10. | Tisztánlátás (Clarity)        | Fred Berner        | Safura Fadavi | 2016. február 16. 2023. február 14.  | 6,66 millió | 110           |
| 11.  | 11. | Beavatkozás (Intervention)    | Sanford Bookstaver | Történet: Jeff Drayer & Simran Baidwan Tévéjáték: Jeff Drayer & Simran Baidwan & Diane Frolov & Andrew Schneider | 2016. február 23. 2023. február 14.  | 6,64 millió | 111           |
| 12.  | 12. | Bűnös (Guilty)                | Holly Dale         | Mary Leah Sutton & Danny Weiss & Stephen Hootstein                                                               | 2016. március 29. 2023. február 14.  | 8,68 millió | 112           |
| 13.  | 13. | Mi (Us)                       | Michael Waxman     | Diane Frolov & Andrew Schneider & Jeff Drayer                                                                    | 2016. április 5. 2023. február 14.   | 7,23 millió | 113           |
| 14.  | 14. | Szívek (Hearts)               | Donald Petrie      | Liz Brixius | 2016. április 19. 2023. február 14.  | 8,16 millió | 114           |
| 15.  | 15. | Örökség (Inheritance)         | Stephen Cragg      | Joseph Sousa | 2016. április 26. 2023. február 14.  | 9,00 millió | 115           |
| 16.  | 16. | Rendellenesség (Disorder)     | Ami Mann           | Eli Talbert | 2016. május 3. 2023. február 14.     | 7,62 millió | 116           |
| 17.  | 17. | Elvonási tünetek (Withdrawal) | Fred Berner        | Jeff Drayer & Stephen Hootstein                                                                                  | 2016. május 10. 2023. február 14.    | 8,01 millió | 117           |
| 18.  | 18. | Időzítés (Timing)             | Michael Waxman     | Diane Frolov & Andrew Schneider                                                                                  | 2016. május 17. 2023. február 14.    | 7,86 millió | 118           |

## 2. évad (2016–2017)
| Sor. | Év. | Cím                                         | Rendező                  | Író | Premier                                | Nézettség   | Gyártási szám |
| ---- | --- | ------------------------------------------- | ------------------------ | --- | -------------------------------------- | ----------- | ------------- |
| 19.  | 1.  | Lelkisegély (Soul Care)                     | Arthur W. Forney         | Diane Frolov & Andrew Schneider                                                                            | 2016. szeptember 22. 2023. február 14. | 7,02 millió | 201           |
| 20.  | 2.  | Nyereség, veszteség (Win Loss)              | David Rodriguez          | Eli Talbert & Safura Fadavi                                                                                | 2016. szeptember 29. 2023. február 14. | 6,79 millió | 202           |
| 21.  | 3.  | Természettörténet (Natural History)         | Michael Waxman           | Stephen Hootstein & Danny Weiss                                                                            | 2016. október 6. 2023. február 14.     | 6,99 millió | 203           |
| 22.  | 4.  | Testvérem örzője (Brother's Keeper)         | Stephen Cragg            | Jeff Drayer & Joseph Sousa                                                                                 | 2016. október 13. 2023. február 14.    | 6,83 millió | 204           |
| 23.  | 5.  | Szélsőséges intézkedések (Extreme Measures) | Daisy von Scherler Mayer | Shelley Meals & Darin Goldberg                                                                             | 2016. október 20. 2023. február 14.    | 6,70 millió | 205           |
| 24.  | 6.  | Átmeneti gyógymód (Alternative Medicine)    | Eriq La Salle            | Diane Frolov & Andrew Schneider                                                                            | 2016. október 27. 2023. február 14.    | 7,11 millió | 206           |
| 25.  | 7.  | Eredendő elfogultság (Inherent Bias)        | Michael Waxman           | Stephen Hootstein & Danny Weiss                                                                            | 2016. november 3. 2023. február 14.    | 6,83 millió | 207           |
| 26.  | 8.  | Szabad akarat (Free Will)                   | Charles S. Carroll       | Jeff Drayer & Joseph Sousa                                                                                 | 2016. november 10. 2023. február 14.   | 6,71 millió | 208           |
| 27.  | 9.  | Ismeretlen terület (Uncharted Territory)    | Patrick Norris           | Eli Talbert & Safura Fadavi                                                                                | 2017. január 5. 2023. február 14.      | 6,23 millió | 209           |
| 28.  | 10. | Szívügyek (Heart Matters)                   | Fred Berner              | Darin Goldberg & Shelley Meals                                                                             | 2017. január 12. 2023. február 14.     | 6,87 millió | 210           |
| 29.  | 11. | Temetői műszak (Graveyard Shift)            | Alex Zakrzewski          | Diane Frolov & Andrew Schneider                                                                            | 2017. január 19. 2023. február 14.     | 6,41 millió | 211           |
| 30.  | 12. | Tükröm, tükröm (Mirror Mirror)              | Vincent Misiano          | Stephen Hootstein                                                                                          | 2017. február 2. 2023. február 14.     | 6,30 millió | 212           |
| 31.  | 13. | Thészeusz hajója (Theseus' Ship)            | Kenneth Johnson          | Jeff Drayer                                                                                                | 2017. február 9. 2023. február 14.     | 6,07 millió | 213           |
| 32.  | 14. | Hidegfront (Cold Front)                     | Michael Waxman           | Diane Frolov & Andrew Schneider & Danny Weiss                                                              | 2017. február 16. 2023. február 14.    | 6,10 millió | 214           |
| 33.  | 15. | Engedd el magad (Lose Yourself)             | David Rodriguez          | Eli Talbert                                                                                                | 2017. március 2. 2023. február 14.     | 8,82 millió | 215           |
| 34.  | 16. | A rab dilemmája (Prisoner's Dilemma)        | Laura Belsey             | Joseph Sousa                                                                                               | 2017. március 9. 2023. február 14.     | 6,29 millió | 216           |
| 35.  | 17. | Hétfői gyász (Monday Mourning)              | Fred Berner              | Történet: Jeff Drayer & Danny Weiss & Paul R. Puri Tévéjáték: Jeff Drayer & Danny Weiss                    | 2017. március 16. 2023. február 14.    | 7,35 millió | 217           |
| 36.  | 18. | A megtanult lecke (Lesson Learned)          | Michael Pressman         | Safura Fadavi                                                                                              | 2017. március 30. 2023. február 14.    | 6,01 millió | 218           |
| 37.  | 19. | Ctrl Alt (Ctrl Alt)                         | Valerie Weiss            | Történet: Stephen Hootstein & Jason Cho Tévéjáték: Stephen Hootstein                                       | 2017. április 6. 2023. február 14.     | 5,98 millió | 219           |
| 38.  | 20. | Generációs szakadék (Generation Gap)        | Stephen Cragg            | Shelley Meals & Darin Goldberg                                                                             | 2017. április 13. 2023. február 14.    | 6,16 millió | 220           |
| 39.  | 21. | Ments meg minket (Deliver Us)               | Holly Dale               | Jeff Drayer & Joseph Sousa                                                                                 | 2017. április 27. 2023. február 14.    | 6,04 millió | 221           |
| 40.  | 22. | Fehér pillangók (White Butterflies)         | Eriq La Salle            | Stephen Hootstein & Eli Talbert                                                                            | 2017. május 4. 2023. február 14.       | 6,40 millió | 222           |
| 41.  | 23. | A szerelem fáj (Love Hurts)                 | Michael Waxman           | Történet: Diane Frolov & Andrew Schneider & Gabriel L. Feinberg Tévéjáték: Diane Frolov & Andrew Schneider | 2017. május 11. 2023. február 14.      | 7,01 millió | 223           |

## 3. évad (2017–2018)
| Sor. | Év. | Cím                                          | Rendező                    | Író                                                               | Premier                              | Nézettség   | Gyártási szám |
| ---- | --- | -------------------------------------------- | -------------------------- | ----------------------------------------------------------------- | ------------------------------------ | ----------- | ------------- |
| 42.  | 1.  | Mondd el az igazad (Speak Your Truth)        | Michael Waxman             | Diane Frolov & Andrew Schneider & Stephen Hootstein & Danny Weiss | 2017. november 21. 2023. február 14. | 6,19 millió | 301           |
| 43.  | 2.  | Nincs félnivalónk (Nothing to Fear)          | Charles S. Carroll         | Jeff Drayer & Joseph Sousa                                        | 2017. november 28. 2023. február 14. | 7,86 millió | 302           |
| 44.  | 3.  | Higgy a megérzéseidnek (Trust Your Gut)      | Mark Tinker                | Eli Talbert & Safura Fadavi                                       | 2017. december 5. 2023. február 14.  | 6,62 millió | 303           |
| 45.  | 4.  | Csintalan vagy csinos (Naughty or Nice)      | Daisy Von Scherler Mayer   | Daniel Sinclair & Danny Weiss                                     | 2017. december 12. 2023. február 14. | 6,20 millió | 304           |
| 46.  | 5.  | Hegyek és buckák (Mountains and Molehills)   | Michael Waxman             | Stephen Hootstein & Meridith Friedman                             | 2018. január 2. 2023. február 14.    | 6,96 millió | 305           |
| 47.  | 6.  | Szálak, amelyek összekötnek (Ties That Bind) | Valerie Weiss              | Diane Frolov & Andrew Schneider & Gabriel L. Feinberg             | 2018. január 9. 2023. február 14.    | 6,92 millió | 306           |
| 48.  | 7.  | Az örvény felett (Over Troubled Water)       | Leon Ichaso                | Jeff Drayer & Jason Cho                                           | 2018. január 16. 2023. február 14.   | 7,88 millió | 307           |
| 49.  | 8.  | Citromok és limonádé (Lemons and Lemonade)   | Jono Oliver                | Eli Talbert & Paul R. Puri                                        | 2018. január 23. 2023. február 14.   | 6,85 millió | 308           |
| 50.  | 9.  | Ingoványos talajon (On Shaky Ground)         | Donald Petrie              | Joseph Sousa & Danny Weiss                                        | 2018. február 6. 2023. február 14.   | 7,36 millió | 309           |
| 51.  | 10. | A törvény lesújt (Down By Law)               | Michael Waxman             | Stephen Hootstein & Safura Fadavi                                 | 2018. február 27. 2023. február 14.  | 7,27 millió | 310           |
| 52.  | 11. | Közös őrület (Folie à Deux)                  | David Rodriguez            | Diane Frolov & Andrew Schneider                                   | 2018. március 6. 2023. február 14.   | 7,03 millió | 311           |
| 53.  | 12. | Így született (Born This Way)                | Lin Oeding                 | Jeff Drayer & Daniel Sinclair                                     | 2018. március 20. 2023. február 14.  | 6,89 millió | 312           |
| 54.  | 13. | A lehető legjobb tervek (Best Laid Plans)    | Fred Berner                | Eli Talbert & Meridith Friedman                                   | 2018. március 27. 2023. február 14.  | 5,81 millió | 313           |
| 55.  | 14. | Zárjuk le (Lock It Down)                     | Salli Richardson-Whitfield | Diane Frolov & Andrew Schneider & Danny Weiss                     | 2018. április 3. 2023. február 14.   | 6,19 millió | 314           |
| 56.  | 15. | Az álruhás ördög (Devil in Disguise)         | Michael Pressman           | Stephen Hootstein & Joseph Sousa                                  | 2018. április 10. 2023. február 14.  | 6,51 millió | 315           |
| 57.  | 16. | Kellemetlen igazság (An Inconvenient Truth)  | Charles Carroll            | Safura Fadavi & Meridith Friedman                                 | 2018. április 17. 2023. február 14.  | 6,31 millió | 316           |
| 58.  | 17. | A családi csapda (The Parent Trap)           | Jono Oliver                | Jeff Drayer                                                       | 2018. április 24. 2023. február 14.  | 6,15 millió | 317           |
| 59.  | 18. | Ez van most (This Is Now)                    | Charles Carroll            | Eli Talbert & Daniel Sinclair                                     | 2018. május 1. 2023. február 14.     | 5,84 millió | 318           |
| 60.  | 19. | Bizalmi válság (Crisis of Confidence)        | Martha Mitchell            | Stephen Hootstein & Danny Weiss                                   | 2018. május 8. 2023. február 14.     | 5,85 millió | 319           |
| 61.  | 20. | A kritikus pont (The Tipping Point)          | Michael Waxman             | Diane Frolov & Andrew Schneider                                   | 2018. május 15. 2023. február 14.    | 5,62 millió | 320           |

## 4. évad (2018–2019)
| Sor. | Év. | Cím                                                             | Rendező            | Író                                                                                                | Premier                                | Nézettség   | Gyártási szám |
| ---- | --- | --------------------------------------------------------------- | ------------------ | -------------------------------------------------------------------------------------------------- | -------------------------------------- | ----------- | ------------- |
| 62.  | 1.  | Légy a jobbik felem (Be My Better Half)                         | Michael Waxman     | Diane Frolov & Andrew Schneider                                                                    | 2018. szeptember 26. 2023. február 14. | 7,78 millió | 401           |
| 63.  | 2.  | Az elengedés ideje (When to Let Go)                             | Charles S. Carroll | Diane Frolov & Andrew Schneider & Danny Weiss                                                      | 2018. október 3. 2023. február 14.     | 8,83 millió | 402           |
| 64.  | 3.  | Nehéz a koronás fő (Heavy is the Head)                          | Michael Waxman     | Jeff Drayer                                                                                        | 2018. október 10. 2023. február 14.    | 8,15 millió | 403           |
| 65.  | 4.  | Falhoz szegezve (Backed Against the Wall)                       | Vincent Misiano    | Eli Talbert                                                                                        | 2018. október 17. 2023. február 14.    | 7,71 millió | 404           |
| 66.  | 5.  | Amiről nem tudsz (What You Don't Know)                          | Donald Petrie      | Stephen Hootstein                                                                                  | 2018. október 24. 2023. február 14.    | 7,68 millió | 405           |
| 67.  | 6.  | Kettő közül a kisebbik rossz (Lesser of Two Evils)              | Martha Mitchell    | Safura Fadavi & Meridith Friedman                                                                  | 2018. október 31. 2023. február 14.    | 7,77 millió | 406           |
| 68.  | 7.  | A bennünk élő méreg (The Poison Inside Us)                      | Milena Govich      | Jeff Drayer & Joseph Sousa                                                                         | 2018. november 7. 2023. február 14.    | 8,42 millió | 407           |
| 69.  | 8.  | Tartsd be a szabályaimat (Play By My Rules)                     | Valerie Weiss      | Eli Talbert & Daniel Sinclair                                                                      | 2018. november 14. 2023. február 14.   | 7,53 millió | 408           |
| 70.  | 9.  | A halál elválaszt (Death Do Us Part)                            | Fred Berner        | Stephen Hootstein & Paul R. Puri                                                                   | 2018. december 5. 2023. február 14.    | 7,91 millió | 409           |
| 71.  | 10. | A sok magányos ember (All the Lonely People)                    | Michael Waxman     | Diane Frolov & Andrew Schneider                                                                    | 2019. január 9. 2023. február 14.      | 8,54 millió | 410           |
| 72.  | 11. | Kiben bízhatsz? (Who Can You Trust)                             | Charles S. Carroll | Történet: Meridith Friedman Tévéjáték: Safura Fadavi & Meridith Friedman                           | 2019. január 16. 2023. február 14.     | 8,51 millió | 411           |
| 73.  | 12. | A dolgok, amelyeket megteszünk (The Things We Do)               | Carl Seaton        | Jeff Drayer & Danny Weiss                                                                          | 2019. január 23. 2023. február 14.     | 9,41 millió | 412           |
| 74.  | 13. | Szellemek a padláson (Ghosts in the Attic)                      | Michael Pressman   | Történet: Stephen Hootstein & Joseph Sousa Tévéjáték: Stephen Hootstein & Joseph Sousa & Jason Cho | 2019. február 6. 2023. február 14.     | 9,37 millió | 413           |
| 75.  | 14. | Erre nem tudok nem emlékezni (Can't Unring That Bell)           | Lin Oeding         | Diane Frolov & Andrew Schneider and Daniel Sinclair                                                | 2019. február 13. 2023. február 14.    | 8,73 millió | 414           |
| 76.  | 15. | Tartjuk magunkat ezekhez az igazságokhoz (We Hold These Truths) | Nicole Rubio       | Eli Talbert & Paul R. Puri                                                                         | 2019. február 20. 2023. február 14.    | 9,11 millió | 415           |
| 77.  | 16. | Régi tüzek, új szikrák (Old Flames, New Sparks)                 | Elodie Keene       | Történet: Safura Fadavi Tévéjáték: Safura Fadavi & Meridith Friedman                               | 2019. február 27. 2023. február 14.    | 8,48 millió | 416           |
| 78.  | 17. | A köztünk lévő tér (The Space Between Us)                       | Daniela De Carlo   | Történet: Danny Weiss & Ryan Michael Johnson Tévéjáték: Danny Weiss & Jeff Drayer                  | 2019. március 27. 2023. február 14.    | 8,08 millió | 417           |
| 79.  | 18. | Mondd el az igazat (Tell Me the Truth)                          | Vincent Misiano    | Történet: Diane Frolov & Andrew Schneider Tévéjáték: Andrew Schneider & Gabriel L. Feinberg        | 2019. április 3. 2023. február 14.     | 7,96 millió | 418           |
| 80.  | 19. | Sosem engedlek el (Never Let You Go)                            | Charles S. Carroll | Stephen Hootstein & Joseph Sousa                                                                   | 2019. április 24. 2023. február 14.    | 7,89 millió | 419           |
| 81.  | 20. | Többet árt, mint használ (More Harm Than Good)                  | Milena Govich      | Történet: Daniel Sinclair Tévéjáték: Eli Talbert & Daniel Sinclair                                 | 2019. május 8. 2023. február 14.       | 7,80 millió | 420           |
| 82.  | 21. | Legyen örökké béke köztetek (Forever Hold Your Peace)           | Charles S. Carroll | Safura Fadavi & Meridith Friedman                                                                  | 2019. május 15. 2023. február 14.      | 7,98 millió | 421           |
| 83.  | 22. | Bátor szívvel (With a Brave Heart)                              | Michael Waxman     | Diane Frolov & Andrew Schneider                                                                    | 2019. május 22. 2023. február 14.      | 7,55 millió | 422           |

## 5. évad (2019–2020)
| Sor. | Év. | Cím                                                                                | Rendező            | Író                                                                         | Premier                                | Nézettség   | Gyártási szám |
| ---- | --- | ---------------------------------------------------------------------------------- | ------------------ | --------------------------------------------------------------------------- | -------------------------------------- | ----------- | ------------- |
| 84.  | 1.  | A dolgok már sosem térnek vissza a megszokott mederbe (Never Going Back to Normal) | Michael Pressman   | Diane Frolov & Andrew Schneider                                             | 2019. szeptember 25. 2023. február 14. | 7,53 millió | 501           |
| 85.  | 2.  | Elvesztünk a sötétben (We're Lost in the Dark)                                     | Alex Chapple       | Jeff Drayer                                                                 | 2019. október 2. 2023. február 14.     | 7,67 millió | 502           |
| 86.  | 3.  | Az árnyak völgyében járva (In the Valley of the Shadows)                           | Charles S. Carroll | Stephen Hootstein                                                           | 2019. október 9. 2023. február 14.     | 7,47 millió | 503           |
| 87.  | 4.  | Fertőzés: 2. rész (Infection: Part II)                                             | Michael Pressman   | Történet: Dick Wolf & Derek Haas Tévéjáték: Diane Frolov & Andrew Schneider | 2019. október 16. 2023. február 14.    | 8,93 millió | 504           |
| 88.  | 5.  | Bennem barátra leltél (Got a Friend in Me)                                         | John Polson        | Eli Talbert                                                                 | 2019. október 23. 2023. február 14.    | 7,84 millió | 505           |
| 89.  | 6.  | Családban marad (It's All in the Family)                                           | Nicole Rubio       | Safura Fadavi & Meridith Friedman                                           | 2019. október 30. 2023. február 14.    | 7,95 millió | 506           |
| 90.  | 7.  | Ki tudja, mit hoz a holnap (Who Knows What Tomorrow Brings)                        | Jerry Levine       | Daniel Sinclair & Paul R. Puri                                              | 2019. november 6. 2023. február 14.    | 8,09 millió | 507           |
| 91.  | 8.  | Túl közel a Naphoz (Too Close to the Sun)                                          | Michael Berry      | Joseph Sousa & Danny Weiss                                                  | 2019. november 13. 2023. február 14.   | 7,43 millió | 508           |
| 92.  | 9.  | El sem tudom képzelni a jövőt (I Can’t Imagine the Future)                         | Charles S. Carroll | Diane Frolov & Andrew Schneider                                             | 2019. november 20. 2023. február 14.   | 8,43 millió | 509           |
| 93.  | 10. | Azt hiszem, ez már nem számít (Guess it Doesn't Matter Anymore)                    | Mykelti Williamson | Stephen Hootstein & Gabriel L. Feinberg                                     | 2020. január 8. 2023. február 14.      | 7,46 millió | 510           |
| 94.  | 11. | Mozog alattunk a talaj (The Ground Shifts Beneath Us)                              | Martha Mitchell    | Safura Fadavi & Meridith Friedman                                           | 2020. január 15. 2023. február 14.     | 8,45 millió | 511           |
| 95.  | 12. | Hagyd a döntést Salamonra (Leave the Choice to Solomon)                            | Milena Govich      | Jeff Drayer                                                                 | 2020. január 22. 2023. február 14.     | 8,44 millió | 512           |
| 96.  | 13. | A fájdalom az élőknek való (Pain is For the Living)                                | Vincent Misiano    | Eli Talbert                                                                 | 2020. február 5. 2023. február 14.     | 8,66 millió | 513           |
| 97.  | 14. | Nem biztos, hogy örökké tart (It May Not Be Forever)                               | Elodie Keene       | Daniel Sinclair & Paul R. Puri                                              | 2020. február 12. 2023. február 14.    | 8,17 millió | 514           |
| 98.  | 15. | Nem fogok ártani (I Will Do No Harm)                                               | Vanessa Parise     | Joseph Sousa & Danny Weiss                                                  | 2020. február 26. 2023. február 14.    | 8,61 millió | 515           |
| 99.  | 16. | Ki bírálja ezt el (Who Should Be the Judge)                                        | Alex Chapple       | Safura Fadavi                                                               | 2020. március 4. 2023. február 14.     | 8,31 millió | 516           |
| 100. | 17. | A múlt szellemei (The Ghosts of the Past)                                          | Michael Waxman     | Diane Frolov & Andrew Schneider                                             | 2020. március 18. 2023. február 14.    | 9,17 millió | 517           |
| 101. | 18. | A szeretet nevében (In the Name of Love)                                           | SJ Main Muñoz      | Meridith Friedman                                                           | 2020. március 25. 2023. február 14.    | 9,60 millió | 518           |
| 102. | 19. | Csak egy folyó Egyiptomban (Just a River in Egypt)                                 | Jean de Segonzac   | Jeff Drayer                                                                 | 2020. április 8. 2023. február 14.     | 9,07 millió | 519           |
| 103. | 20. | Tű a szívben (A Needle in the Heart)                                               | Milena Govich      | Stephen Hootstein & Daniel Sinclair                                         | 2020. április 15. 2023. február 14.    | 9,33 millió | 520           |

## 6. évad (2020–2021)
| Sor. | Év. | Cím                                                                                     | Rendező            | Író                                                                                         | Premier                                | Nézettség   | Gyártási szám |
| ---- | --- | --------------------------------------------------------------------------------------- | ------------------ | ------------------------------------------------------------------------------------------- | -------------------------------------- | ----------- | ------------- |
| 104. | 1.  | Mikor kezdtünk változni? (When Did We Begin to Change?)                                 | Michael Pressman   | Diane Frolov & Andrew Schneider                                                             | 2020. november 11. 2023. szeptember 5. | 7,83 millió | 601           |
| 105. | 2.  | A dolgok mögött (Those Things Hidden in Plain Sight)                                    | John Polson        | Stephen Hootstein & Daniel Sinclair                                                         | 2020. november 18. 2023. szeptember 5. | 7,87 millió | 602           |
| 106. | 3.  | Ismered a hazafelé vezető utat? (Do You Know the Way Home?)                             | Mykelti Williamson | Jeff Drayer & Gabriel L. Feinberg                                                           | 2021. január 13. 2023. szeptember 5.   | 7,62 millió | 603           |
| 107. | 4.  | A megbocsátást, ne az engedélyt keresd (In Search of Forgiveness, Not Permission)       | Milena Govich      | Eli Talbert & Paul R. Puri                                                                  | 2021. január 27. 2023. szeptember 5.   | 7,20 millió | 604           |
| 108. | 5.  | Mikor a szív győz az ész felett (When Your Heart Rules Your Head)                       | Mykelti Williamson | Safura Fadavi & Meridith Friedman                                                           | 2021. február 3. 2023. szeptember 5.   | 7,48 millió | 605           |
| 109. | 6.  | Ne akarj most szembesülni ezzel (Don't Want to Face This Now)                           | Milena Govich      | Melissa R. Byer & Treena Hancock                                                            | 2021. február 10. 2023. szeptember 5.  | 7,29 millió | 606           |
| 110. | 7.  | A jó ellensége jobb (Better Is the Enemy of Good)                                       | Charles S. Carroll | Diane Frolov & Andrew Schneider                                                             | 2021. február 17. 2023. szeptember 5.  | 7,59 millió | 607           |
| 111. | 8.  | Apák és anyák, lányok és fiak (Fathers and Mothers, Daughters and Sons)                 | John Polson        | Safura Fadavi & Meridith Friedman                                                           | 2021. március 10. 2023. szeptember 5.  | 7,57 millió | 608           |
| 112. | 9.  | A köröm kívánságára (For the Want of A Nail)                                            | SJ Main Muñoz      | Stephen Hootstein & Daniel Sinclair                                                         | 2021. március 17. 2023. szeptember 5.  | 7,09 millió | 609           |
| 113. | 10. | Annyi mindent eltemettünk (So Many Things We've Kept Buried)                            | Martha Mitchell    | Jeff Drayer & Paul R. Puri                                                                  | 2021. március 31. 2023. szeptember 5.  | 7,24 millió | 610           |
| 114. | 11. | Engedd, hogy együtt jöjjünk (Letting Go Only to Come Together)                          | SJ Main Muñoz      | Eli Talbert & Gabriel L. Feinberg                                                           | 2021. április 7. 2023. szeptember 5.   | 6,88 millió | 611           |
| 115. | 12. | Néhány dolog megéri a kockázatot (Some Things Are Worth the Risk)                       | Carl Weathers      | Melissa R. Byer & Treena Hancock                                                            | 2021. április 21. 2023. szeptember 5.  | 7,15 millió | 612           |
| 116. | 13. | Milyen összefonódott hálót szövünk (What A Tangled Web We Weave)                        | Bethany Rooney     | Történet: Safura Fadavi & Ryan Michael Johnson Tévéjáték: Safura Fadavi & Meridith Friedman | 2021. május 5. 2023. szeptember 5.     | 7,09 millió | 613           |
| 117. | 14. | Piros tabletta, kék tabletta (A Red Pill, a Blue Pill)                                  | Michael Berry      | Stephen Hootstein & Daniel Sinclair                                                         | 2021. május 12. 2023. szeptember 5.    | 7,06 millió | 614           |
| 118. | 15. | Történetek, titkok, féligazságok és hazugságok (Stories, Secrets, Half-Truths and Lies) | Michael Waxman     | Jeff Drayer                                                                                 | 2021. május 19. 2023. szeptember 5.    | 6,62 millió | 615           |
| 119. | 16. | Jövök, hogy megmentselek (I Will Come to Save You)                                      | Michael Pressman   | Diane Frolov & Andrew Schneider                                                             | 2021. május 26. 2023. szeptember 5.    | 7,26 millió | 616           |

## 7. évad (2021–2022)
| Sor. | Év. | Cím                                                                                             | Rendező            | Író | Premier              | Nézettség   | Gyártási szám |
| ---- | --- | ----------------------------------------------------------------------------------------------- | ------------------ | --- | -------------------- | ----------- | ------------- |
| 120. | 1.  | Nem mindig bízhatsz abban, amit látsz (You Can't Always Trust What You See)                     | Nicole Rubio       | Diane Frolov & Andrew Schneider                                                                        | 2021. szeptember 22. | 6,81 millió | 701           |
| 121. | 2.  | Behódolni, vagy elengedni (To Lean In, or To Let Go)                                            | Oz Scott           | Safura Fadavi                                                                                          | 2021. szeptember 29. | 6,71 millió | 702           |
| 122. | 3.  | Szemmel látható változás (Be the Change You Want to See)                                        | Mykelti Williamson | Meridith Friedman                                                                                      | 2021. október 6.     | 7,02 millió | 703           |
| 123. | 4.  | Status Quo, más néven a zűrzavar, amiben vagyunk (Status Quo, aka the Mess We're In)            | Milena Govich      | Eli Talbert                                                                                            | 2021. október 13.    | 6,94 millió | 704           |
| 124. | 5.  | A változás, keserű pirula (Change Is a Tough Pill to Swallow)                                   | Nicole Rubio       | Jeff Drayer & Natalie Drayer                                                                           | 2021. október 20.    | 6,77 millió | 705           |
| 125. | 6.  | Ha te vagy a kalapács, akkor minden szög (When You're a Hammer Everything's a Nail)             | Charles S. Carroll | Daniel Sinclair                                                                                        | 2021. október 27.    | 6,80 millió | 706           |
| 126. | 7.  | Egy négyzet alakú szög a kerek lyukban (A Square Peg in a Round Hole)                           | Timothy Busfield   | Stephen Hootstein & Gabriel L. Feinberg                                                                | 2021. november 3.    | 6,67 millió | 707           |
| 127. | 8.  | Ahogy a kígyó levedli a bőrét (Just as a Snake Sheds Its Skin)                                  | Michael Berry      | Safura Fadavi & Meridith Friedman                                                                      | 2021. november 10.   | 6,46 millió | 708           |
| 128. | 9.  | A titkos télapó ajándékot tartogat számodra (Secret Santa Has a Gift for You)                   | Nicole Rubio       | Diane Frolov & Andrew Schneider                                                                        | 2021. december 8.    | 6,59 millió | 709           |
| 129. | 10. | Jó cselekedet nem marad büntetlenül... Chicago-ban (No Good Deed Goes Unpunished... In Chicago) | Michael Pressman   | Eli Talbert & Ryan Michael Johnson                                                                     | 2022. január 5.      | 6,94 millió | 710           |
| 130. | 11. | A dolgok, amikről azt hittük, hogy hátrahagytuk (The Things We Thought We Left Behind)          | SJ Main Muñoz      | Jeff Drayer & Natalie Drayer                                                                           | 2022. január 12.     | 7,33 millió | 711           |
| 131. | 12. | Amiről nem tudsz, az nem árthat neked (What You Don't Know Can't Hurt You)                      | Tess Malone        | Stephen Hootstein & Daniel Sinclair                                                                    | 2022. január 19.     | 7,45 millió | 712           |
| 132. | 13. | A valóság sokat hagy a képzeletre (Reality Leaves a Lot To The Imagination)                     | X. Dean Lim        | Történet: Meridith Friedman & Lily Dahl Tévéjáték: Meridith Friedman                                   | 2022. február 23.    | 7,13 millió | 713           |
| 133. | 14. | Mindaz, ami lehetett volna (All the Things That Could Have Been)                                | Jonathan Brown     | Diane Frolov & Andrew Schneider & Conor Patrick Hogan                                                  | 2022. március 2.     | 7,05 millió | 714           |
| 134. | 15. | A dolgok arra valók, hogy hajlítva legyenek, ne törve (Things Meant to Be Bent Not Broken)      | Afia Nathaniel     | Stephen Hootstein & Gabriel L. Feinberg                                                                | 2022. március 9.     | 7,05 millió | 715           |
| 135. | 16. | Választásaitok a reményt tükrözzék, ne a félelmet (May Your Choices Reflect Hope, Not Fear)     | Tess Malone        | Történet: Eli Talbert & Mrittika "Mou" Sarin Tévéjáték: Eli Talbert & Ryan Michael Johnson             | 2022. március 16.    | 6,35 millió | 716           |
| 136. | 17. | Ha szeretsz valakit, szabadítsd fel őt (If You Love Someone, Set Them Free)                     | Bethany Rooney     | Jeff Drayer & Natalie Drayer                                                                           | 2022. április 6.     | 6,61 millió | 717           |
| 137. | 18. | Ne ítélkezz, mert megítéltetsz (Judge Not, For You Will Be Judged)                              | Nicole Rubio       | Safura Fadavi & Meridith Friedman                                                                      | 2022. április 13.    | 6,86 millió | 718           |
| 138. | 19. | Mint a hamvaiból feltámadó főnix (Like a Phoenix Rising From the Ashes)                         | Timothy Busfield   | Stephen Hootstein & Daniel Sinclair                                                                    | 2022. április 20.    | 6,66 millió | 719           |
| 139. | 20. | A nap végén bármi megtörténhet (End of the Day, Anything Can Happen)                            | Daniel Willis      | Eli Talbert & Gabriel L. Feinberg                                                                      | 2022. május 11.      | 6,37 millió | 720           |
| 140. | 21. | A hazugság nem véd meg az igazságtól (Lying Doesn't Protect You From the Truth)                 | Michael Pressman   | Jeff Drayer & Natalie Drayer                                                                           | 2022. május 18.      | 6,24 millió | 721           |
| 141. | 22. | És most elérkeztünk a végéhez (And Now We Come to the End)                                      | Nicole Rubio       | Történet: Meridith Friedman & Lily Dahl Tévéjáték: Diane Frolov & Andrew Schneider & Meridith Friedman | 2022. május 25.      | 6,43 millió | 722           |

## 8. évad (2022–2023)
| Sor. | Év. | Cím | Rendező              | Író | Premier              | Nézettség   | Gyártási szám |
| ---- | --- | --- | -------------------- | --- | -------------------- | ----------- | ------------- |
| 142. | 1.  | Hogyan kezdjük el számolni a veszteségeket? (How Do You Begin to Count the Losses)                                            | Michael Pressman     | Diane Frolov & Andrew Schneider                                                                           | 2022. szeptember 21. | 6,59 millió | 801           |
| 143. | 2.  | A bontógolyó és a pillangó (között) ((Caught Between) The Wrecking Ball and the Butterfly)                                    | Nicole Rubio         | Történet: Stephen Hootstein & Danny Weiss Tévéjáték: Stephen Hootstein                                    | 2022. szeptember 28. | 6,64 millió | 802           |
| 144. | 3.  | Győztes a csatában, de még mindig vesztes a háborúban (Winning the Battle, but Still Losing the War)                          | Charles Carroll      | Történet: Meridith Friedman & Gabrielle Fulton Ponder Tévéjáték: Meridith Friedman & Ryan Michael Johnson | 2022. október 5.     | 6,75 millió | 803           |
| 145. | 4.  | Az alma nem esik messze a tanártól (The Apple Doesn't Fall Far From the Teacher)                                              | Nicole Rubio         | Daniel Sinclair                                                                                           | 2022. október 12.    | 6,58 millió | 804           |
| 146. | 5.  | Igen, ez az a világ, amelyben élünk (Yep, This is the World We Live in)                                                       | X. Dean Lim          | Eli Talbert                                                                                               | 2022. október 19.    | 6,88 millió | 805           |
| 147. | 6.  | Mama mondta, hogy lesznek ilyen napok is (Mamma Said There Would Be Days Like This)                                           | Tim Busfield         | Gabriel L. Feinberg & Lily Dahl                                                                           | 2022. november 2.    | 6,58 millió | 806           |
| 148. | 7.  | A ruha teszi az embert... Vagy mégse? (The Clothes Make the Man... Or Do They?)                                               | Anthony Nardolillo   | Stephen Hootstein & Danny Weiss                                                                           | 2022. november 9.    | 6,03 millió | 807           |
| 149. | 8.  | Mindenki harcol egy olyan csatában, amiről semmit sem tud (Everyone's Fight a Battle You Know Nothing About)                  | Jonathan Brown       | Meridith Friedman & Gabrielle Fulton Ponder                                                               | 2022. november 16.   | 6,73 millió | 808           |
| 150. | 9.  | Valami új kezdete (Could Be the Start of Something New)                                                                       | Nicole Rubio         | Diane Frolov & Andrew Schneider                                                                           | 2022. december 7.    | 6,64 millió | 809           |
| 151. | 10. | Egy kis változás jót tehet (A Little Change Might Do Some Good)                                                               | Bethany Rooney       | Daniel Sinclair & Ryan Michael Johnson                                                                    | 2023. január 4.      | 6,76 millió | 810           |
| 152. | 11. | Az van, ami van, amíg ez nem az (It Is What It Is, Until It Isn't)                                                            | Benny Boom           | Történet: Conor Patrick Hogan Tévéjáték: Eli Talbert                                                      | 2023. január 11.     | 6,80 millió | 811           |
| 153. | 12. | Mindannyian tudjuk, mit mondanak a feltételezésekről (We All Know What They Say About Assumptions)                            | Carl Weathers        | Gabriel L. Feinberg & Lily Dahl                                                                           | 2023. január 18.     | 6,95 millió | 812           |
| 154. | 13. | Ez egy beteg szél, amely senkit sem fúj jól (It's an Ill Wind That Blows Nobody Good)                                         | Afia Nathaniel       | Stephen Hootstein & Danny Weiss                                                                           | 2023. február 15.    | 6,74 millió | 813           |
| 155. | 14. | Az olyan napokon, mint a mai... Az ezüstbélés életmentő vonallá válik (On Days Like Today... Silver Linings Become Lifelines) | Nicole Rubio         | Meridith Friedman & Gabrielle Fulton Ponder                                                               | 2023. február 22.    | 6,52 millió | 814           |
| 156. | 15. | Itt az idő átlépni a határt (Those Times You Have to Cross the Line)                                                          | Milena Govich        | Daniel Sinclair & Ryan Michael Johnson                                                                    | 2023. március 1.     | 6,57 millió | 815           |
| 157. | 16. | Amit látsz, nem mindig az, amit kapsz (What You See Isn't Always What You Get)                                                | Tim Busfield         | Eli Talbert & Danny Weiss                                                                                 | 2023. március 22.    | 6,60 millió | 816           |
| 158. | 17. | Tudd, mikor tartsd és mikor dobd be (Know When to Hold and When to Fold)                                                      | Brian Tee            | Gabriel L. Feinberg & Lily Dahl                                                                           | 2023. március 29.    | 6,57 millió | 817           |
| 159. | 18. | Láttam az írást a falon (I Could See the Writing on the Wall)                                                                 | Oz Scott             | Meridith Friedman & Gabrielle Fulton Ponder                                                               | 2023. április 5.     | 6,40 millió | 818           |
| 160. | 19. | Nézd meg jól, és talán meghallod az igazságot (Look Closely and You Might Hear the Truth)                                     | Tess Malone          | Stephen Hootstein & Daniel Sinclair                                                                       | 2023. május 3.       | 5,85 millió | 819           |
| 161. | 20. | A változás szele kezd fújni (The Winds of Change Are Starting to Blow)                                                        | Nikki Taylor-Roberts | Eli Talbert & Danny Weiss                                                                                 | 2023. május 10.      | 5,45 millió | 820           |
| 162. | 21. | Úgy érzem, itt az ideje a változásnak (Might Feel Like It's Time for a Change)                                                | Bethany Rooney       | Meridith Friedman & Ryan Michael Johnson                                                                  | 2023. május 17.      | 5,61 millió | 821           |
| 163. | 22. | Az egyik ajtó bezárul, a másik kinyílik? (Does One Door Close and Another One Open?)                                          | Nicole Rubio         | Diane Frolov & Andrew Schneider                                                                           | 2023. május 24.      | 5,55 millió | 822           |

## 9. évad (2024)
| Sor. | Év. | Cím                                               | Rendező            | Író                                                                      | Premier           | Nézettség   | Gyártási szám |
| ---- | --- | ------------------------------------------------- | ------------------ | ------------------------------------------------------------------------ | ----------------- | ----------- | ------------- |
| 164. | 1.  | Row Row Row Your Boat on a Rocky Sea              | Anna Dokoza        | Diane Frolov és Andrew Schneider                                         | 2024. január 17.  | 6,93 millió | 901           |
| 165. | 2.  | This Town Ain't Big Enough for the Both of Us     | Tess Malone        | Történet: Stephen Hootstein és Danny Weiss Tévéjáték: Stephen Hootstein  | 2024. január 24.  | 6,61 millió | 902           |
| 166. | 3.  | What Happens in the Dark Always Comes to Light    | Anthony Nardolillo | Meridith Friedman                                                        | 2024. január 31.  | 6,62 millió | 903           |
| 167. | 4.  | These Are Not the Droids You Are Looking For      | Sharon Lewis       | Eli Talbert                                                              | 2024. február 7.  | 6,45 millió | 904           |
| 168. | 5.  | I Make a Promise, I Will Never Leave You          | Anna Dokoza        | Diane Frolov és Andrew Schneider                                         | 2024. február 21. | 6,30 millió | 905           |
| 169. | 6.  | I Told Myself That I Was Done With You            | Michael Pressman   | Gabriel L. Feinberg és Ryan Michael Johnson                              | 2024. február 28. | 6,37 millió | 906           |
| 170. | 7.  | Step on a Crack and Break Your Mother's Back      | Gonzalo Amat       | Danny Weiss és Lily Dahl                                                 | 2024. március 20. | 6,32 millió | 907           |
| 171. | 8.  | A Penny for Your Thoughts, Dollar for Your Dreams | Joanna Kerns       | Történet: Stephen Hootstein és Eli Jarmel Tévéjáték: Stephen Hootstein   | 2024. március 27. | 6,03 millió | 908           |
| 172. | 9.  | Spin A Yarn, Get Stuck In Your Own String         | Anna Dokoza        | Történet: Meridith Friedman és Ashley Bower Tévéjáték: Meridith Friedman | 2024. április 3.  | 6,36 millió | 909           |
| 173. | 10. | You Just Might Find You Get What You Need         | Bethany Rooney     | Eli Talbert                                                              | 2024. május 1.    | 5,61 millió | 910           |
| 174. | 11. | I Think There’s is Something Your Not Telling Me  | Brian Tee          | Gabriel L. Feinberg és Ryan Michael Johnson                              | 2024. május 8.    | 5,65 millió | 911           |
| 175. | 12. | Get By With a Little Help From My Friends         | Jonathan Brown     | Danny Weiss és Lily Dahl                                                 | 2024. május 15.   | 5,49 millió | 912           |
| 176. | 13. | I Think I Know You, but Do I Really?              | Anna Dokoza        | Diane Frolov és Andrew Schneider                                         | 2024. május 22.   | 5,49 millió | 913           |

## 10. évad (2024–2025)
| Sor. | Év. | Cím                           | Rendező            | Író                                  | Premier              | Nézettség   | Gyártási szám |
| ---- | --- | ----------------------------- | ------------------ | ------------------------------------ | -------------------- | ----------- | ------------- |
| 177. | 1.  | Sink Or Swim                  | Anna Dokoza        | Allen MacDonald                      | 2024. szeptember 25. | 5,46 millió | 1001          |
| 178. | 2.  | Bite Your Tongue              | Anthony Nardolillo | Stephen Hootstein                    | 2024. október 2.     | 5,52 millió | 1002          |
| 179. | 3.  | Trust Fall                    | Tess Malone        | Lauren Mackenzie és Andrew Gettens   | 2024. október 9.     | 5,33 millió | 1003          |
| 180. | 4.  | Blurred Lines                 | Gonzalo Amat       | Meridith Friedman                    | 2024. október 16.    | 5,44 millió | 1004          |
| 181. | 5.  | Bad Habits                    | Anna Dokoza        | Danny Weiss                          | 2024. október 23.    | 6,05 millió | 1005          |
| 182. | 6.  | Forget Me Not                 | Michael Pressman   | Lauren Andrea Glover                 | 2024. november 6.    | 6,01 millió | 1006          |
| 183. | 7.  | Family Matters                | Bethany Rooney     | Ryan Michael Johnson                 | 2024. november 13.   | 5,98 millió | 1007          |
| 184. | 8.  | Love Will Tear Us Apart       | Lee Friedlander    | Deanna Shumaker                      | 2024. november 20.   | 5,86 millió | 1008          |
| 185. | 9.  | No Love Lost                  | Cherie Nowlan      | Ashley Bower és Eli Jarmel           | 2025. január 8.      | 6,17 millió | 1009          |
| 186. | 10. | Broken Hearts                 | Edward Ornelas     | Lauren Mackenzie és Andrew Gettens   | 2025. január 22.     | 6,03 millió | 1010          |
| 187. | 11. | In the Trenches: Part II      | Anna Dokoza        | Stephen Hootstein                    | 2025. január 29.     | 6,55 millió | 1011          |
| 188. | 12. | In The Wake                   | Sharon Lewis       | Meridith Friedman                    | 2025. február 5.     | 6,27 millió | 1012          |
| 189. | 13. | Take a Look in the Mirror     | Andi Behring       | Danny Weiss                          | 2025. február 19.    | 6,28 millió | 1013          |
| 190. | 14. | Acid Test                     | Brian Tee          | Lauren Glover                        | 2025. február 26.    | 5,96 millió | 1014          |
| 191. | 15. | Down in a Hole                | Anna Dokoza        | Allen MacDonald                      | 2025. március 5.     | 5,80 millió | 1015          |
| 192. | 16. | Poster Child                  | Anthony Nardolillo | Conor Patrick Hogan és Dylan Johnson | 2025. március 26.    | 5,92 millió | 1016          |
| 193. | 17. | The Book of Archer            | Olenka Denysenko   | Deanna Shumaker                      | 2025. április 2.     | 5,80 millió | 1017          |
| 194. | 18. | Together One Last Time        | Joanna Kerns       | Ryan Michael Johnson                 | 2025. április 16.    | 5,61 millió | 1018          |
| 195. | 19. | The Stories We Tell Ourselves | Tess Malone        | Meridith Friedman                    | 2025. április 23.    | 5,38 millió | 1019          |
| 196. | 20. | Invisible Hand                | Anna Dokoza        | Stephen Hootstein                    | 2025. május 7.       | 5,37 millió | 1020          |
| 197. | 21. | Baby Mine...                  | Gonzalo Amat       | Lauren Mackenzie és Andrew Gettens   | 2025. május 14.      | 5,17 millió | 1021          |
| 198. | 22. | ...Don't You Cry              | Anna Dokoza        | Allen MacDonald                      | 2025. május 21.      | 5,81 millió | 1022          |

## 11. évad (2025–2026)
| Sor. | Év. | Cím | Rendező | Író | Premier          | Nézettség | Gyártási szám |
| ---- | --- | --- | ------- | --- | ---------------- | --------- | ------------- |
| 199. | 1.  | ?   |         |     | 2025. október 1. |           | 1101          |